# Michael Friedsam
Michael Friedsam (ur. 10 lutego 1860 w Nowym Jorku, zm. 6 kwietnia 1931 tamże) – amerykański filantrop. 

## Życiorys
Pracował dla swojego jego wuja, przedsiębiory i kolekcjonera Benjamina Altmana, a po jego śmierci przejął biznes i zbiory sztuki. Nigdy się nie ożenił, pozostawił swój majątek miastu Nowy Jork. Znaczna część jego kolekcji została przekazana do Metropolitan Museum of Art, a inna część do Brooklyn Museum.